# Liste der Naturdenkmale in Alsdorf

Naturdenkmalzeichen

Die Liste der Naturdenkmale in Alsdorf listet sämtliche Naturdenkmale der Stadt Alsdorf auf.
Ein Naturdenkmal ist ein natürlich entstandenes Landschaftselement, das unter Naturschutz gestellt ist. Es kann ein einzeln stehendes oder vorkommendes Gebilde wie eine Felsnadel oder ein einzeln stehender Baum sein, undefinierten Umfangs wie eine Höhle oder auch ein Gebiet oder Gebilde mit einer beschränkten Fläche und einer klaren Abgrenzung von seiner Umgebung wie ein Felsengarten oder eine Wiese; letztere werden als flächenhaftes Naturdenkmal oder Flächennaturdenkmal bezeichnet.

## Naturdenkmale in Alsdorf
| Denkmal-Nummer | Ort / Lage                                                                                                | Bezeichnung des ND                                    | Anzahl | Art                         | Eingetragen seit                             | Schutzgrund | Beschreibung | Bild            |
| -------------- | --- | ----------------------------------------------------- | ------ | --------------------------- | -------------------------------------------- | ----------- | --- | --------------- |
| 1              | Alsdorf im Park der Alsdorfer Burg Karte                                                                  | 2 Esskastanien                                        | 2      | Edelkastanie                | 27.06.1936 (Amtsblatt RP AC 1936, Seite 177) |             | | Fotos hochladen |
| LP I, 2.3-10   | Alsdorf-Zopp Ottenfelder Straße, gegenüber Nr. 15 Karte                                                   | 1 Buche                                               | 1      | Rotbuche                    | 05.09.1991                                   |             | | Fotos hochladen |
| LP I, 2.3-11   | Alsdorf vor Schloss Ottenfeld, am Ende der Birkenallee auf der linken Seite in einer Viehweide Karte      | 1 Rosskastanie, 1 Ahorn                               | 2      | 1 Rosskastanie, 1 Bergahorn | 05.09.1991                                   |             | | Fotos hochladen |
| LP I, 2.3-12   | Alsdorf unmittelbar westlich der Broicher Mühle Karte                                                     | 1 Stieleiche                                          | 1      | Stieleiche                  | 05.09.1991                                   |             | Höhe ca. 25 m, Stammumfang ca. 5,6 m (in 1 m Höhe), Alter ca. 300 Jahre | Fotos hochladen |
| LP I, 2.3-13   | Alsdorf ca. 400 m westlich der Broicher Mühle Karte                                                       | Ahorn                                                 | 1      | Bergahorn                   | 05.09.1991                                   |             | Höhe ca. 16 m, Stammumfang ca. 2,2 m (in 1 m Höhe). Gepflanzt ca. 1930 von Euchener Bürgern | Fotos hochladen |
| LP II, 2.3-16  | Alsdorf östlich der B 221 von Alsdorf nach Boscheln, ca. 400 m nördlich des Alsdorfer Nordfriedhofs Karte | Bergsenkungsgewässer mit Korbweidenkultur             |        |                             | 15.04.1985                                   |             | | Fotos hochladen |
| LP II, 2.3-17  | Alsdorf-Neuweiler am Ende der Wagnerstraße Karte                                                          | Rosskastanien-Allee Wagnerstraße in Alsdorf-Neuweiler | 9      | Rosskastanie                | 15.04.1985                                   |             | | Fotos hochladen |
| LP II, 2.3-19  | Alsdorf-Hoengen Industriepark Alsdorf Karte                                                               | Bodendenkmal Mittelalterliche Ortswüstung Duckweiler  |        |                             |                                              |             | Im Industriepark Alsdorf sind von der mittelalterlichen Siedlungswüstung Duckweiler Reste vorhanden (Bodendenkmalnr. AC 096). Der Weiler war bereits in römischer Zeit besiedelt. Aufgrund des guten Erhaltungszustandes kommt dem Bodendenkmal eine überregionale Bedeutung zu. | Fotos hochladen |
| LP II, 2.3-20  | Alsdorf-Hoengen Industriepark Alsdorf Flur:4 Flurstück:238 Karte                                          | Bodendenkmal ehemalige römische Villa rustica         |        |                             |                                              |             | Im Industriepark Alsdorf sind Reste einer römischen Villa vorhanden, die als Bodendenkmal ausgewiesen sind. | Fotos hochladen |

## Frühere Naturdenkmale
| Denkmal-Nummer | Ort / Lage                                                            | Bezeichnung des ND | Anzahl | Art         | Eingetragen seit                                          | Schutzgrund | Beschreibung | Bild |
| -------------- | --------------------------------------------------------------------- | ------------------ | ------ | ----------- | --------------------------------------------------------- | ----------- | ------------ | ---- |
| 2              | Alsdorf im Park der Alsdorfer Burg Karte                              | 1 Blutbuche        | 1      | Blutbuche   | 27.06.1936 (Amtsblatt RP AC 1936, Seite 177)              |             |              | BW   |
| 4              | Alsdorf-Schaufenberg auf dem Vorplatz der Schule Engelstraße 50 Karte | 1 Roßkastanie      | 1      | Roßkastanie | 08.11.1973 (Amtsblatt des Kreises Aachen 1973, Seite 163) |             |              | BW   |